# Acoetes lupina
Acoetes lupina är en ringmaskart som beskrevs av William Stimpson 1856. Acoetes lupina ingår i släktet Acoetes och familjen Acoetidae. Inga underarter finns listade i Catalogue of Life.